# هایکو بوشر
هایکو بوشر (انگلیسی: Heiko Butscher؛ زادهٔ ۲۸ ژوئیهٔ ۱۹۸۰) بازیکن فوتبال اهل آلمان است که در پست مدافع بازی می‌کند.
از باشگاه‌هایی که در آن بازی کرده‌است می‌توان به باشگاه فوتبال اشتوتگارت، باشگاه فوتبال بوخوم، باشگاه فوتبال کارلسروهه، باشگاه فوتبال فرایبورگ، باشگاه فوتبال آینتراخت فرانکفورت، و باشگاه فوتبال اس‌وی زاندهاوزن اشاره کرد.